# 3211 Louispharailda
3211 Louispharailda је астероид главног астероидног појаса чија средња удаљеност од Сунца износи 2,733 астрономских јединица (АЈ).
Апсолутна магнитуда астероида је 12,8.